# Hřib Kluzákův
Hřib Kluzákův (Caloboletus kluzakii (Šutara et. Špinar) Vizzini 2014) je velmi vzácná nejedlá houba z čeledi hřibovitých (sekce Calopodes), která byla pojmenována na počest českého mykologa Zdeňka Kluzáka.

## Synonyma
- Boletus fallax Kluzák, non Corner[2] 1988
- Boletus kluzakii Šutara et. Špinar[2] 2006

české názvy
- hřib klamný
- hřib Kluzákův

## Vzhled

### Makroskopický
Klobouk dosahuje průměru 60 – 150 milimetrů, po dlouhou dobu si zachovává podehnutý okraj. Povrch je v mládí bílý, bělavý až našedlý. Později se prosazuje růžový odstín, vzácně na některých místech až červenopurpurový. Ve stáří může být temeno klobouku nahnědlé. Jemně plstnatá pokožka ve stáří částečně olysává, pod pokožkou je uložena vrstvička červenopurpurové dužiny. Otlaky klobouku mají tendenci silně červenat.
Rourky i póry jsou nejprve bledě žluté, později přecházejí do citronově žluté. Ve stáří získávají žlutoolivový a žlutookrový odstín. Při poškození modrají.
Třeň je bledě až citronově žlutý, horní polovinu kryje žlutá síťka, která po otlačení tmavne. Ve stáří může být na bázi hnědě nebo hnědorezavě skvrnitý
Dužnina má žluté až bledě žluté zbarvení, na bázi může být špinavě červená. Na řezu modrá. Chuť je po chvíli hořká, vůně u čerstvých plodnic nenápadná, případně nakyslá, při usychání nepříjená.

### Mikroskopický
Pokožku klobouku kryjí vláknité trichodermové hyfy (3) 4 – 7 (10) μm široké s dlouhými články. Výtrusy dosahují (10) 11,5 – 14 (16) × (4,5) 4,8 – 6 (6,5) μm, jsou hladké, elipsoidně vřetenovité, patrná je suprahilární deprese.

## Výskyt
Nároky na stanoviště ani rozšíření tohoto taxonu není zatím příliš známé. Do roku 2009 byl hřib Kluzákův nalezen celkem na čtyřech lokalitách. Ve všech případech šlo o hráze a břehy rybníků, kde fruktifikoval na světlých místech pod duby. Objevuje se od července do konce září.
Publikovány byly mimo jiná nálezy z následujících chráněných území České republiky:
- Luční (okres Tábor)

## Záměna
Hřib Kluzákův je příbuzný s hřibem medotrpkým a podobně jako on se vyznačuje nahořklou chutí dužiny a zápachem při sušení.
- hřib královský (Butyriboletus regius) – dužina nemodrá, klobouk na otlacích nečervená, chuť není hořká[2]
- hřib medotrpký (Caloboletus radicans) – chybí růžové odstíny klobouku[2]
- hřib růžovník (Butyriboletus fuscoroseus) – klobouk na otlacích nečervená, není hořký
- hřib Špinarův (Rubroboletus legaliae f. spinarii) – póry v mládí začervenalé, na třeni obvykle červenavá síťka, vůně po Maggi

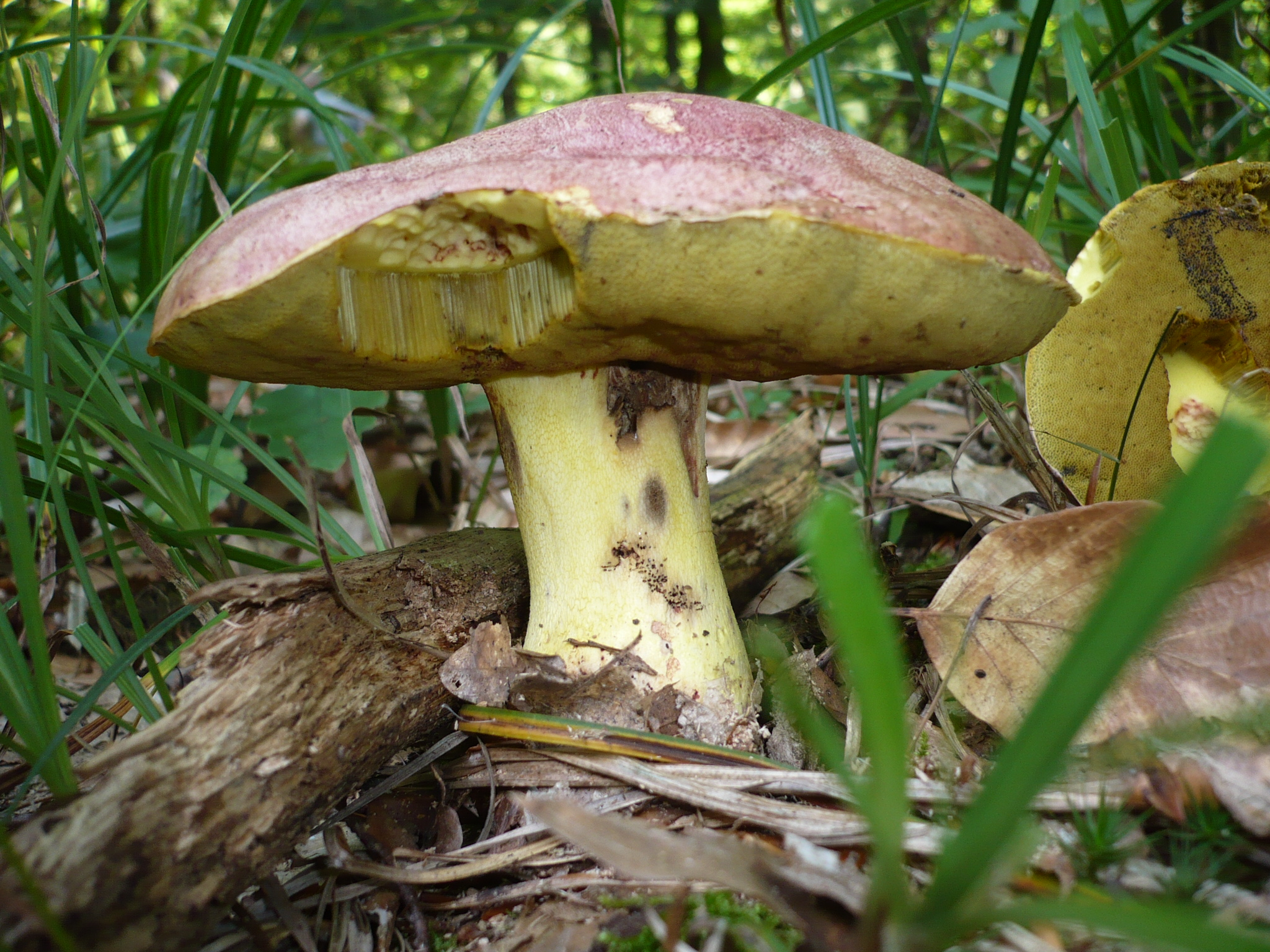
hřib královský
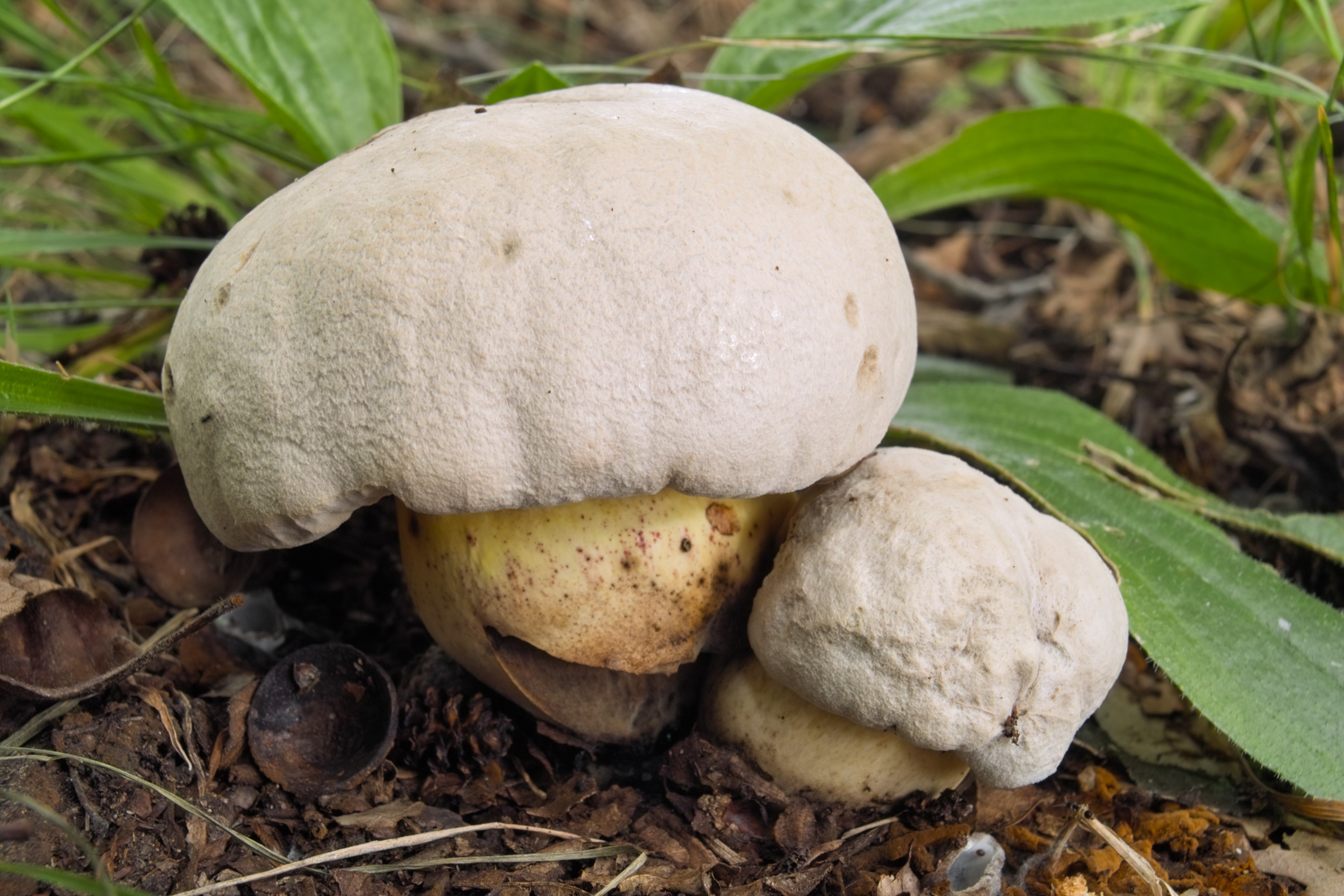
hřib medotrpký
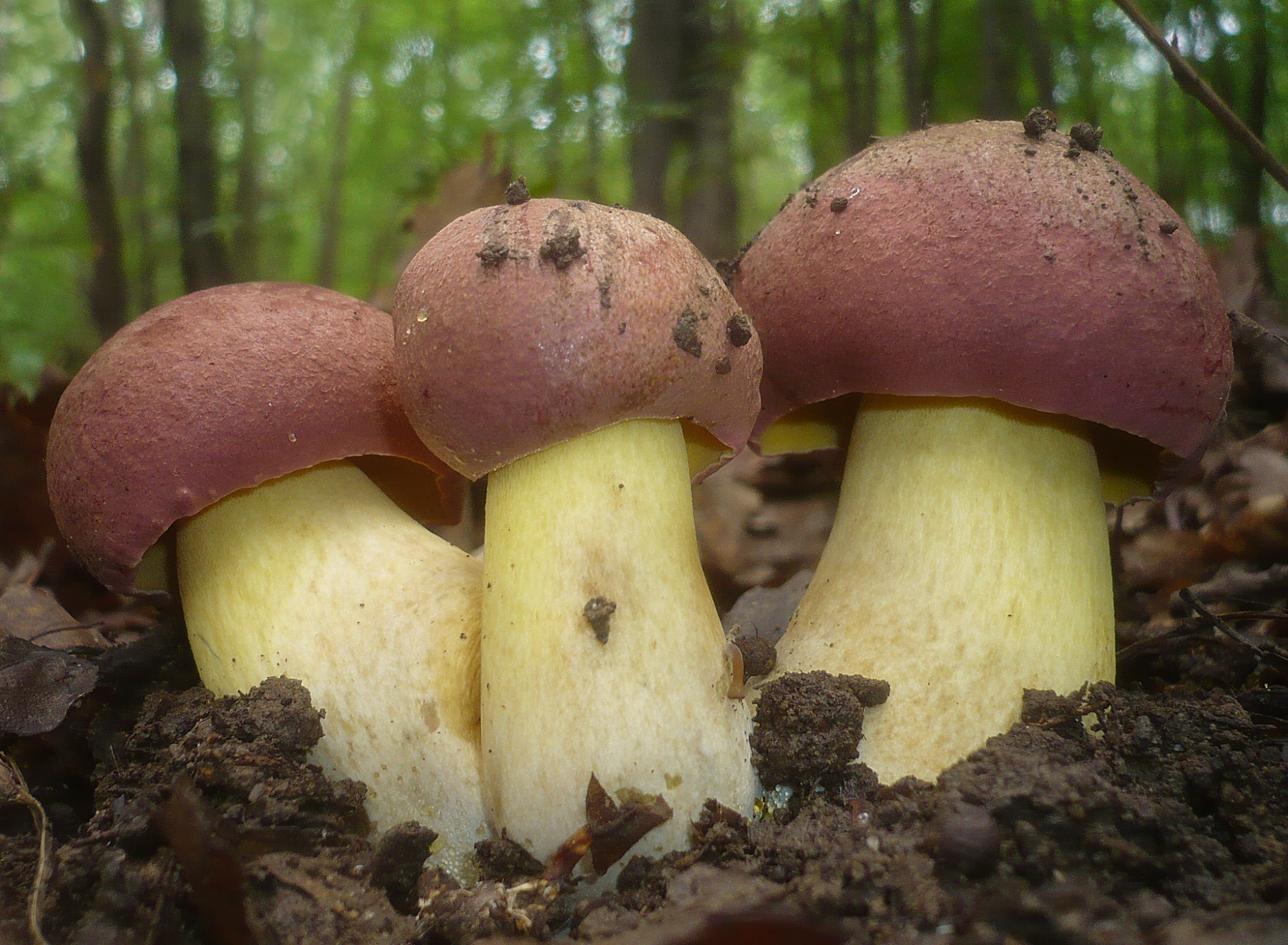
hřib růžovník
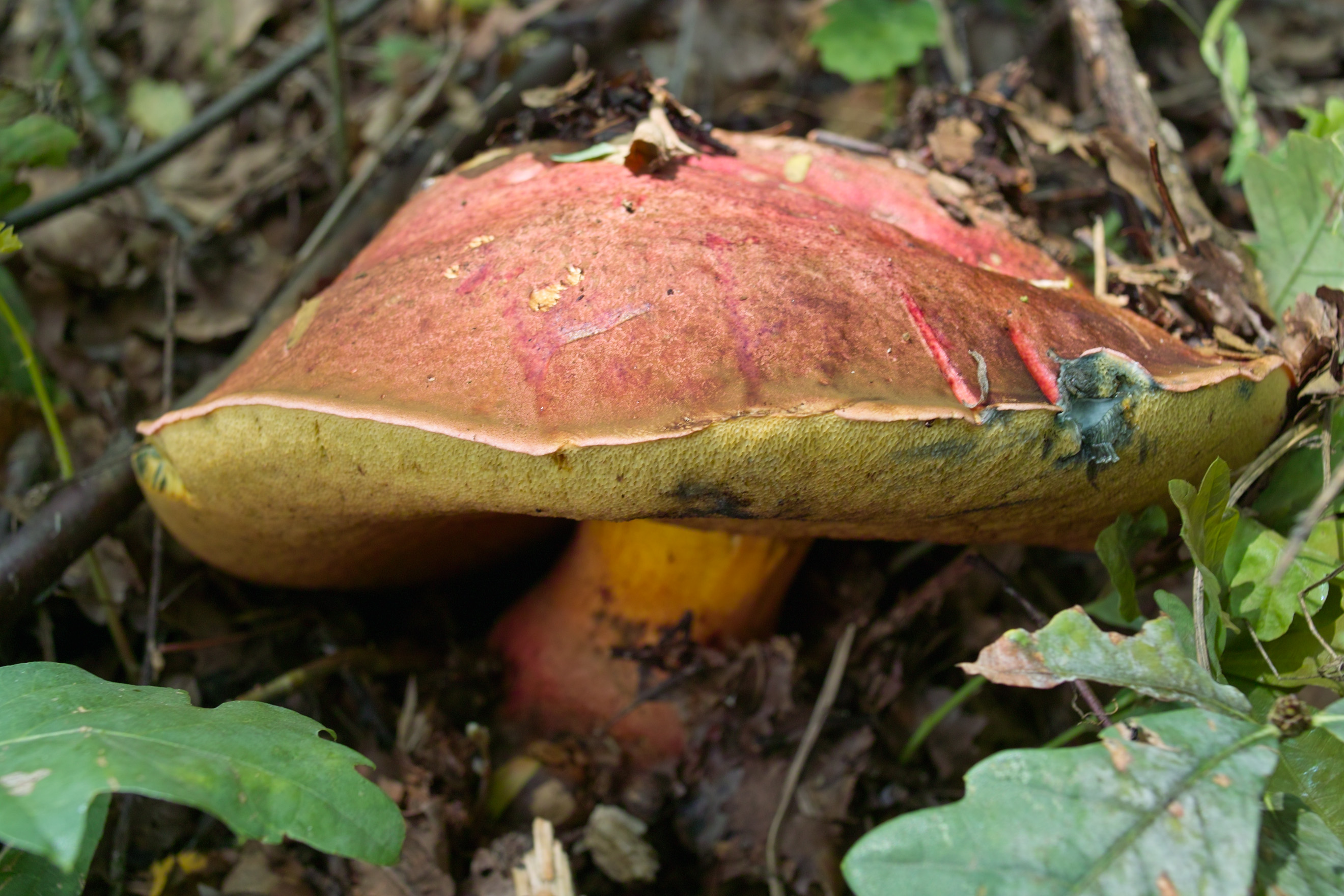
hřib Špinarův

Hřib Kluzákův lze zaměnit i s velmi vzácnou formou hřibu medotrpkého, která rovněž vykazuje načervenalé zbarvení klobouku. Tato forma se ale od hřibu Kluzákova v několika ohledech liší. Červený odstín se zpravidla objevuje pouze na části klobouku a je způsobený červeným zbarvením vrchní vrstvy pokožky, pod kterou je však přítomna hnědá vrstva jako u klasické formy hřibu medotrpkého. Stárnutím plodnice tato červená vrstva mizí. Naopak u hřibu Kluzákova kryje červenou vrstvu 400–800 μm silný bílý trichoderm, který stárnutím plodnice a vlivy počasí kolabuje a odhaluje červený povrch.